# Müller-Rochow-Synthese
Die Müller-Rochow-Synthese ist ein Verfahren für die großtechnische Herstellung von Methylchlorsilanen, die im Mai 1940 fast gleichzeitig von dem US-amerikanischen Chemiker Eugene G. Rochow (1909 bis 2002) und dem deutschen Chemiker Richard Müller (1903 bis 1999) entwickelt wurde.
Methylchlorsilane sind Zwischenprodukte bei der Herstellung von Siliconen.
Zum katalytischen Mechanismus der Reaktion gibt es verschiedene Vermutungen, aber keine allgemein akzeptierte Theorie.

## Reaktionsgleichung

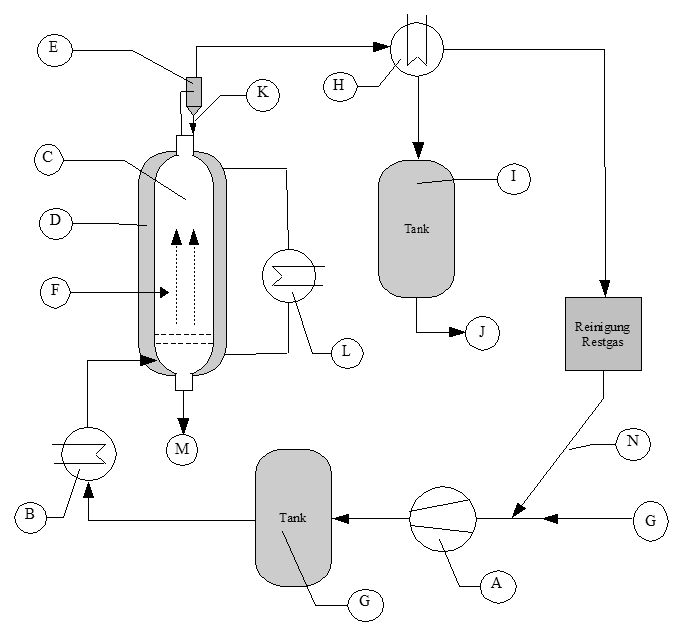
Skizze zur Müller-Rochow-Synthese
(A) Kompressor
(B) Verdampfer
(C) Wirbelschichtreaktor
(D) Kühlmantel
(E) Zyklon
(F) Silicium / Kupfer (Kat.)
(G) Methylchlorid
(H) Kondensator
(I) Rohsilan
(J) zur Destillation
(K) Silicium / Kupfer-Staub
(L) Wärmetauscher
(M) Rückstand
(N) Rückfluss Methylchlorid

{\displaystyle \mathrm {2\ CH_{3}Cl+Si\longrightarrow (CH_{3})_{2}SiCl_{2}} }

## Technische Durchführung
Das Silicium liegt pulverförmig mit einer Korngröße zwischen 50 und 500 µm vor. Als Katalysator dient Kupfer, welches elementar oder z. B. in Form von Kupferoxid eingesetzt wird. Als Promotoren wirken außerdem noch Zink, Zinn, Phosphor und andere Elemente. Die Reaktion findet bei 260 °C bis 320 °C und 0,1 MPa bis 0,5 MPa statt.
In einem Wirbelschichtreaktor wird die Pulvermischung von unten mit Chlormethan durchströmt. Dieser Reaktortyp hat den Vorteil, dass die freiwerdende Wärme der exothermen Reaktion gut abgeführt werden kann. Nach dem Reaktor können die entstandenen Methylchlorsilane in einem Kondensator von nicht verbrauchtem Chlormethan abgetrennt werden.
Die Silanmischung enthält das Hauptprodukt Dimethyldichlorsilan (in Konzentrationen von 70 % bis 90 %) aber auch Methyltrichlorsilan, Trimethylchlorsilan, Dimethyltetrachlordisilan und andere Silane. Diese müssen durch Rektifikation voneinander getrennt werden.

## Weiterverarbeitung der Silane
Durch Hydrolyse der Chlormethylsilane bilden sich Silanole. Diese kondensieren zu kurzen Ketten und Zyklen. Außerdem wird Chlorwasserstoff freigesetzt, der unter anderem für die Synthese von neuem Methylchlorid eingesetzt werden kann. Durch weitere Polymerisation können die verschiedensten Siliconverbindungen hergestellt werden.
Hydrolyse:
{\displaystyle \mathrm {(CH_{3})_{2}SiCl_{2}+2\ H_{2}O\longrightarrow (CH_{3})_{2}Si(OH)_{2}+2\ HCl} }
Kondensation:
{\displaystyle \mathrm {n\ (CH_{3})_{2}Si(OH)_{2}\longrightarrow [-O{-}Si(CH_{3})_{2}-]_{n}+n\ H_{2}O} }